# 市舶司
市舶司是中國在唐、宋、元、及明初在各海港设立的海上对外贸易管理機構，相當於現在的海關。明清两朝反复「海禁」。明洪武三年（1370年）“罢太仓黄渡市舶司”。洪武七年（1374年）撤销福建泉州、浙江明州、广东广州三市舶司。清康熙二十四年（1685年）撤销全部市舶司，设立江、浙、闽、粤四处海关。乾隆二十二年（1757年），乾隆帝南巡，在苏州亲眼目睹洋商船只络绎不绝，引起警觉，下旨除粤海关外，撤销所有其他海关。是为“一口通商”。

## 唐朝市舶司
唐高宗显庆六年（661年），在广州创设市舶使，派专官充任，总管海路邦交外贸。
唐玄宗开元二十九年（741年），在广州城西设置蕃坊，供外国商人侨居，并设蕃坊司和蕃长进行管理。
唐代宗广德元年（763年），呂太一时任广州市舶使。

## 宋朝市舶司
- 北宋宋太祖開宝四年（971年），设廣州市舶司。
- 北宋宋真宗咸平二年（999年），设杭州市舶司、明州市舶司（位于鄞縣三江口）。
- 北宋宋神宗熙宁年间，设秀州澉浦市舶司（位于海鹽縣澉浦）。
- 北宋宋哲宗元祐二年（1087年），设福建市舶司（位于晉江縣）。
- 北宋宋哲宗元祐三年（1088年），设密州板桥市舶司（位于膠西縣板橋）。
- 北宋宋徽宗政和三年（1113年），设秀州华亭市舶司（位于華亭縣）。
- 南宋宋高宗绍兴十五年（1145年），设江阴港市舶司、温州市舶司。

南宋设有八个市舶司，主要分布於東南沿岸，江阴、秀州华亭、秀州澉浦、杭州、明州、温州、泉州、广州。泉州在此时发展为通商大港。

### 管理范围
宋代市舶司有如下几种职能：
船舶出入口管理：
- 给外国船舶发放入港许可证。
- 设保甲制，由纲首、保长、里长组成，纲首给本国出洋船舶发放许可证，稱為「公據」或「公憑」（大船發公據、小船發公憑），记载船载货物、人员组成及其身份地位等项目。

出入口貨物管理：
- 派兵監守入港船舶，防止透漏逃稅。即「編欄」
- 上船驗貨。即「閱實」
- 对入口货物抽取入口税。即「抽解」
- 为朝廷收购舶来品。即「博買」

海上禁防：
- 監管禁運地區（遼、金）
- 监管違禁品貨物輸出（如金、銀、銅、鐵、鹽等）。

### 貨物
- 來自大食、嘉令麻剌、新佗、甘秠、三佛齊等：珍珠、象牙、犀牛角、腦子、乳香、沉香、薰香、珊瑚、琉璃、瑪瑙、玳瑁、龜筒（赤蠵龜甲）、梔子香、薔薇水等
- 來自真臘、三泊、綠洋、登流眉、西棚、羅斛、蒲甘：金顏香
- 來自渤泥：腦板
- 來自闍婆：藥物
- 來自占城、日麗、木力千、賓達儂、胡麻巴洞、新州：夾煎餅
- 來自佛羅安、朋豐、迦羅希、第剌達：木香
- 來自波斯蘭、麻逸、三嶼、蒲里魯、白蒲延：吉貝布、貝紗
- 來自高麗：人參、銀、銅、水銀、綾布

## 元朝
元朝为市舶提举司，曾設有七处：广州、泉州、杭州、庆元（今宁波）、上海、澉浦（今海鹽縣）、温州。
13世纪末，只在庆元、泉州、广州三处港口设置。

## 明朝
- 洪武七年（1374年），明州、泉州、广州三市舶司同时关闭废弃。
- 永乐元年（1403年），复置太仓黄渡、宁波、泉州、广州、交趾云南五市舶司[4]，准日本通贡宁波，琉球通贡泉州，但民间海禁事例并没有取消。
- 成化十年（1474年），福建市舶司提举武全在福州澳桥购买土地，福建市舶司正式从泉州迁到福州，并废止泉州的来远驿。自此泉州的福建市舶提举司历时380余年的使命至此结束[5][6]。
- 嘉靖二年（1523年），严申海禁，罢浙江、福建二市舶司，只留广东市舶司，不久亦废除。嘉靖三十九年（1560年），经凤阳巡抚唐顺之的请求，三司才得到恢复。嘉靖四十四年（1565年），浙江市舶司以浙江巡抚刘畿的请求，又罢。福建市舶司开而复废，至万历中始恢复。自此以后，终明之世，市舶司无大变动。

## 清初海关
康熙二十三年（1684年），康熙帝准四口通商。
- 江海关：上海
- 浙海关：宁波
- 闽海关：福州、厦门[來源請求]
- 粤海关：广州，直属内务府。

乾隆二十二年（1757年），乾隆帝南巡，在苏州亲眼目睹洋商船只络绎不绝，引起警觉，下旨除粤海关外，撤销所有其他海关。是为“一口通商”。不过户部的江浙闽三海关及其下属各口岸有维持运转。产生一口通商的误解，源于乾隆二十二年（1757年）英国东印度公司代表洪任辉（James Flint）尝试申请前往宁波港贸易，并闯入非外贸口岸天津而震动朝廷，乾隆帝遂下令严格限制英国商人只能在广州贸易。
乾隆帝本想依照英国愿望整顿宁波港，但认为「粤省地窄人稠，沿海居民大半藉洋船谋生」，故维持限令。而厦门的闽海关一直容许西班牙（吕宋）、暹罗、爪哇、苏禄等国商船入港，并有配套牙行服务。

## 研究書目
- 桑原騭藏著，楊鍊譯：《唐宋貿易港研究》（臺北：臺灣商務印書館，1963）。